# Nado sincronizado nos Jogos Olímpicos de Verão de 1984
O nado sincronizado foi introduzido nas olimpíadas durante os Jogos Olímpicos de Verão de 1984 em Los Angeles, nos Estados Unidos.
O nado sincronizado foi a primeira modalidade olímpica disputada unicamente por mulheres, ao lado da ginástica rítmica.

## Solo
| Pos. | País           | Atletas          |
| ---- | -------------- | ---------------- |
|      | Estados Unidos | Tracie Ruiz      |
|      | Canadá         | Carolyn Waldo    |
|      | Japão          | Miwako Motoyoshi |

## Dueto
| Pos. | País           | Atletas                       |
| ---- | -------------- | ----------------------------- |
|      | Estados Unidos | Candace Costie Tracie Ruiz    |
|      | Canadá         | Sharon Hambrook Kelly Kryczka |
|      | Japão          | Saeko Kimura Miwako Motoyoshi |

## Quadro de medalhas do nado sincronizado
| Pos. | País           | Ouro | Prata | Bronze | Total |
| 1    | Estados Unidos | 2    | 0     | 0      | 2     |
| 2    | Canadá         | 0    | 2     | 0      | 2     |
| 3    | Japão          | 0    | 0     | 2      | 2     |